# Шнейдер-Дидам, Вильгельм
Вильгельм Шнейдер-Дидам (нем. Wilhelm Schneider-Didam, * 14 мая 1869 г. Альтенхунндем, Леннештадт, Вестфалия; † 5 апреля 1923 г. Дюссельдорф) — немецкий художник-портретист, представитель дюссельдорфской школы живописи.

## Жизнь и творчество
Вильгельм Шнейдер-Дидам свои первые занятия в области живописи посещает в художественной школе при кёльнском городском музее в 1886—1887 годах. С 1887 и по 1893 год он занимается в академии искусств Дюссельдорфа, в классах таких художников, как Гуго Крола, Иоганн Янсен-старший и портретист Юлиус Рётинг. В 1894 году проходит первая персональная его выставка в дюссельдорфской галерее Шульте. Будучи автором ряда портретов своих коллег-живописцев, Шнейдер-Дидам завоёвывает известность мастера мужского портрета. Жил и работал в Дюссельдорфе, где состоял в таких художественных союзах, как «Малькастен» (Malkasten) и «Летиция» (Laetitia).
Совместно с художником Ойгеном Кампфом, Шнейдер-Дидам в Дюссельдорфе в начале XX века руководил художественной академией для девочек и женщин. Его ученицами были такие впоследствии известные художницы, как Эльза фон Бек, Сибилла фон Бамберг, Паула Хэберлин (супруга швейцарского философа и педагога Пауля Хэберлина), Беттина Баумгертель, Алиса Якобс, Гертруда Фридерсдорф.

## Галерея

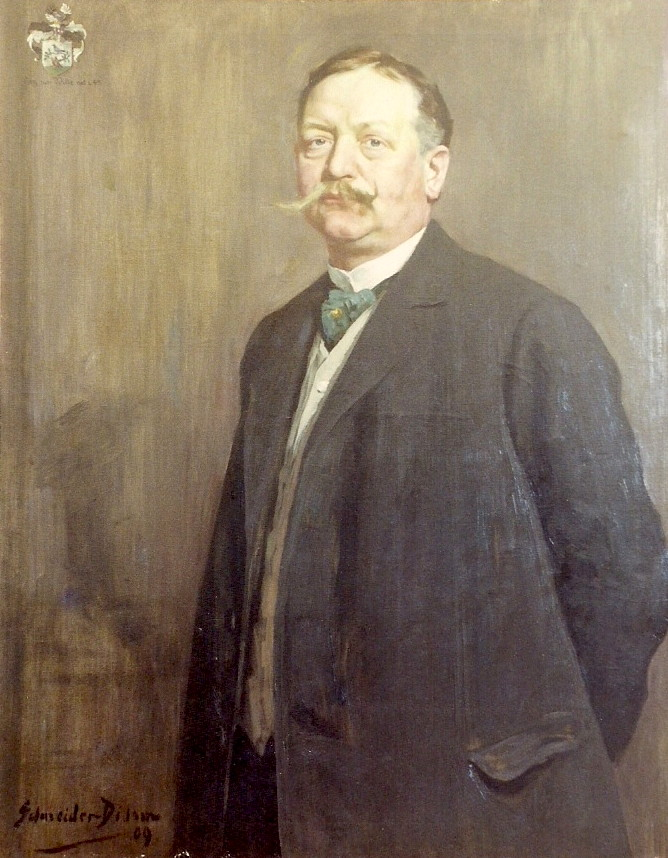
Портрет художника Фрица фон Вилле (1909).
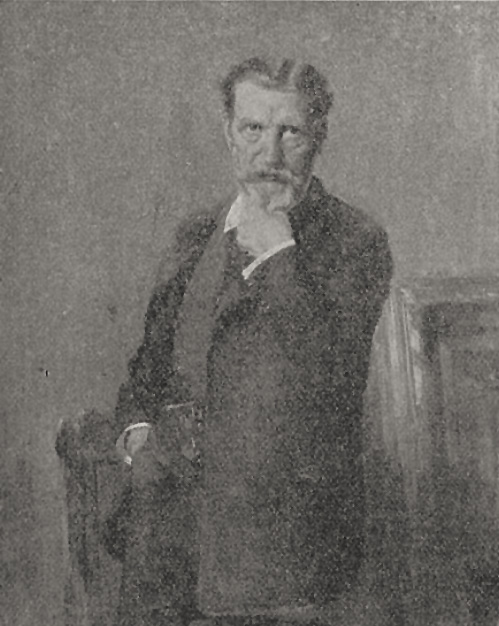
Портрет Карла Гемпеля (1907).
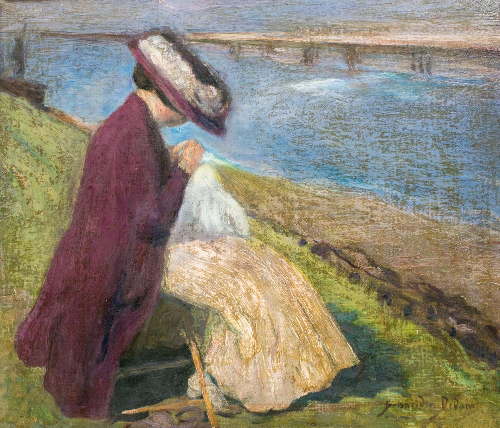
Женщина у озера.
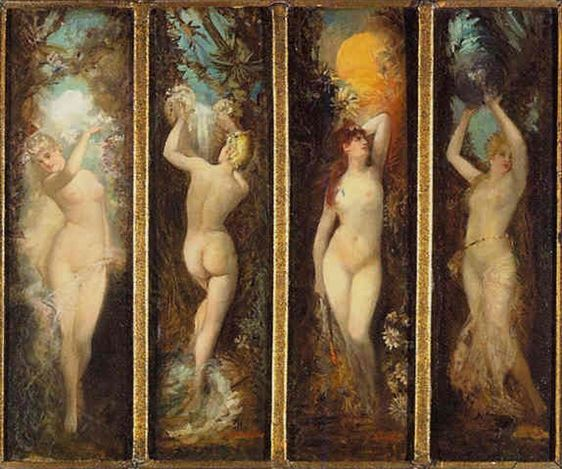
Четыре стихии.
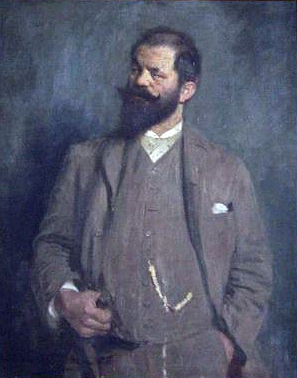
Портрет скульптора Клеменса Бушера (1897).

## Дополнения
- Wilhelm Schneider-Didam, биография на портале deutschefotothek.de (Deutsche Fotothek)
- Wilhelm Schneider-Didam, информация на портале rkd.nl (Rijksbureau voor Kunsthistorische Documentatie)